# Fairfield, Alabama
Fairfield là một thành phố thuộc quận Covington, tiểu bang Alabama, Hoa Kỳ. Dân số năm 2009 là 11336 người, mật độ đạt 1261 người/km².